# Manhattanprojektet

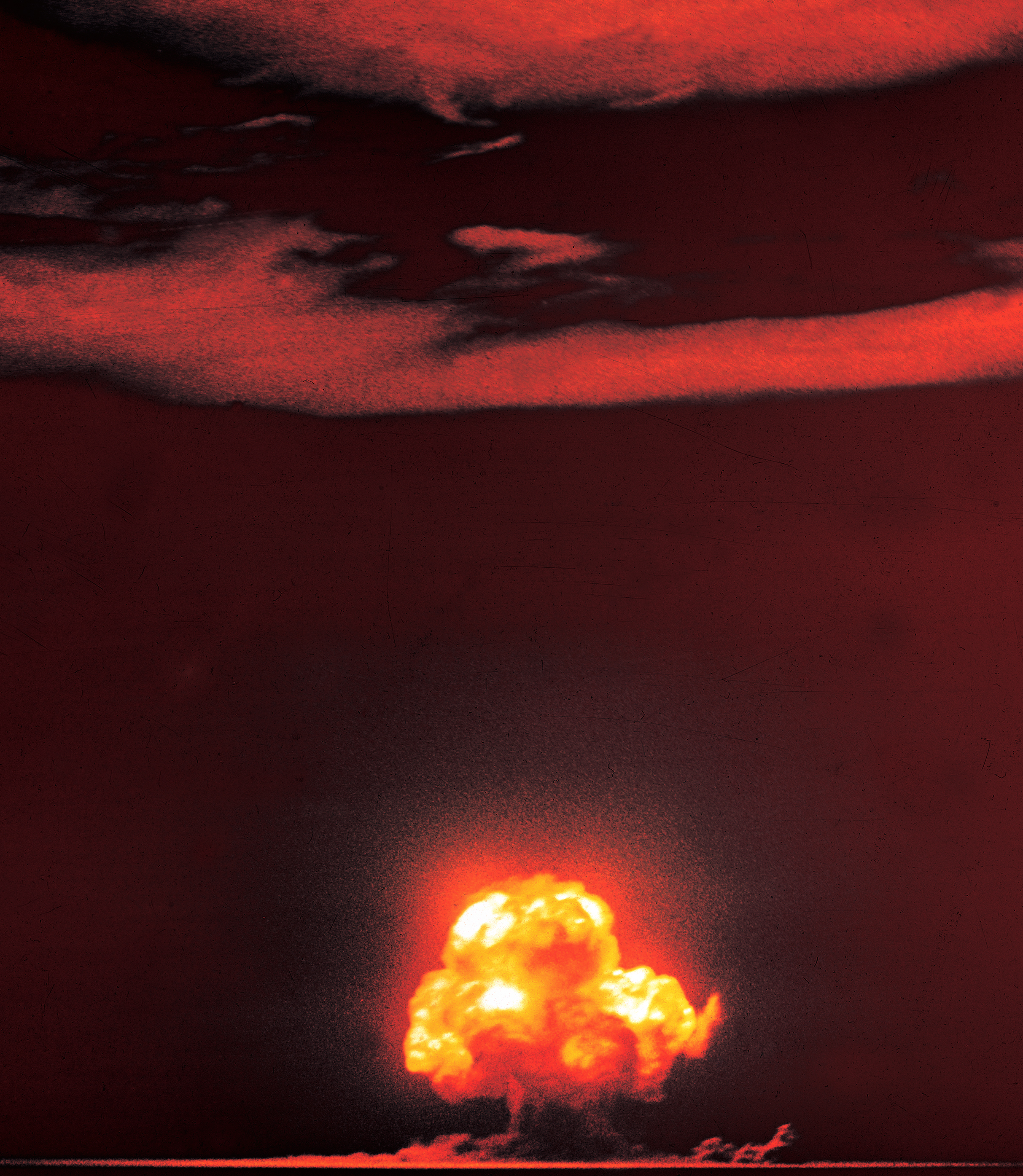
Världens första provsprängning med bomben The Gadget, den 16 juli 1945.

Manhattanprojektet var kodnamnet på det forsknings- och utvecklingsprogram, som under ledning av USA och med deltagande av Storbritannien och Kanada hade till syfte att framställa den första atombomben.

## Bakgrund
Manhattanprojektet startades 1942 på order av USA:s dåvarande president, Franklin D. Roosevelt, efter anmodan från en grupp fysiker under ledning av Leó Szilárd och Eugene Wigner. Det huvudsakliga skälet till att Manhattanprojektet initierades var oron över att Nazitysklands kärnkraftsprogram skulle lyckas. Till projektets vetenskapliga ledare utsågs Robert Oppenheimer. När Manhattanprojektet stod på sin höjdpunkt hade det mer än 130 000 personer anställda och kostnaden för hela projektet var närmare två miljarder dollar. Bland de anställda fanns kända fysiker från Tyskland som lämnat landet efter Hitlers och nazisternas maktövertag 1933.

## Organisation

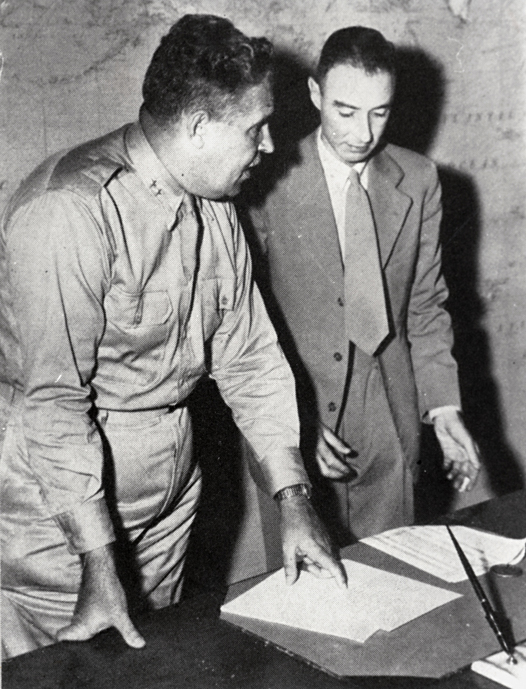
General Leslie Groves, till vänster, och Robert Oppenheimer.

Projektets militära del hanterades av United States Army Corps of Engineers, som i juni 1942 skapade ett första högkvarter på adressen 270 Broadway Manhattan där kårens North Atlantic Division huserade. För att dölja projektet fick det namnet Manhattan Engineer District, då kårens divisioner var indelade i distrikt namngivna efter högkvarterets läge. Till skillnad från andra distrikt saknade detta distrikt geografiska gränser och kom med tiden att bli betydligt större. I september 1942 tog general Leslie Groves över som militär ledare för projektet.
Groves lät inrätta tre stora produktionscentra i USA; Oak Ridge i Tennessee (Site X), Hanford i Washington (Site W) och Los Alamos i New Mexico (Site Y). Det fanns över trettio platser i Kanada, USA och England där forskning bedrevs. Mycket av den tidiga forskningen utfördes vid Columbia University och flera ton uran kom att förvaras i lager i Chelsea på Manhattan. Ibland fick man kalla in universitetets fotbollslag för att hjälpa till när uranet behövde flyttas.

## Teknisk problematik
En av de stora svårigheterna var anrikningen av naturligt uran till den klyvbara uranisotopen U-235. Det, år 1941 av Glenn T. Seaborg, på kemisk väg isolerade ämnet plutonium hade fördelen att det var direkt klyvbart. De plutoniumföreningar, vilka Seaborg härvid utgick ifrån, hade framställts efter beskjutning av uranföreningen uranylnitrathexahydrat, UNH, med dels tunga vätekärnor och dels neutroner i en cyklotron vid universitetet i Berkeley, Kalifornien. Strålningsprodukten innehöll neptunium som, med en halveringstid på två dygn, sönderföll till plutonium. Ur dessa föreningar lyckades man på kemisk väg separera Plutonium-238 respektive Plutonium-239, vilket även kallas vapenplutonium. 

## Resultat

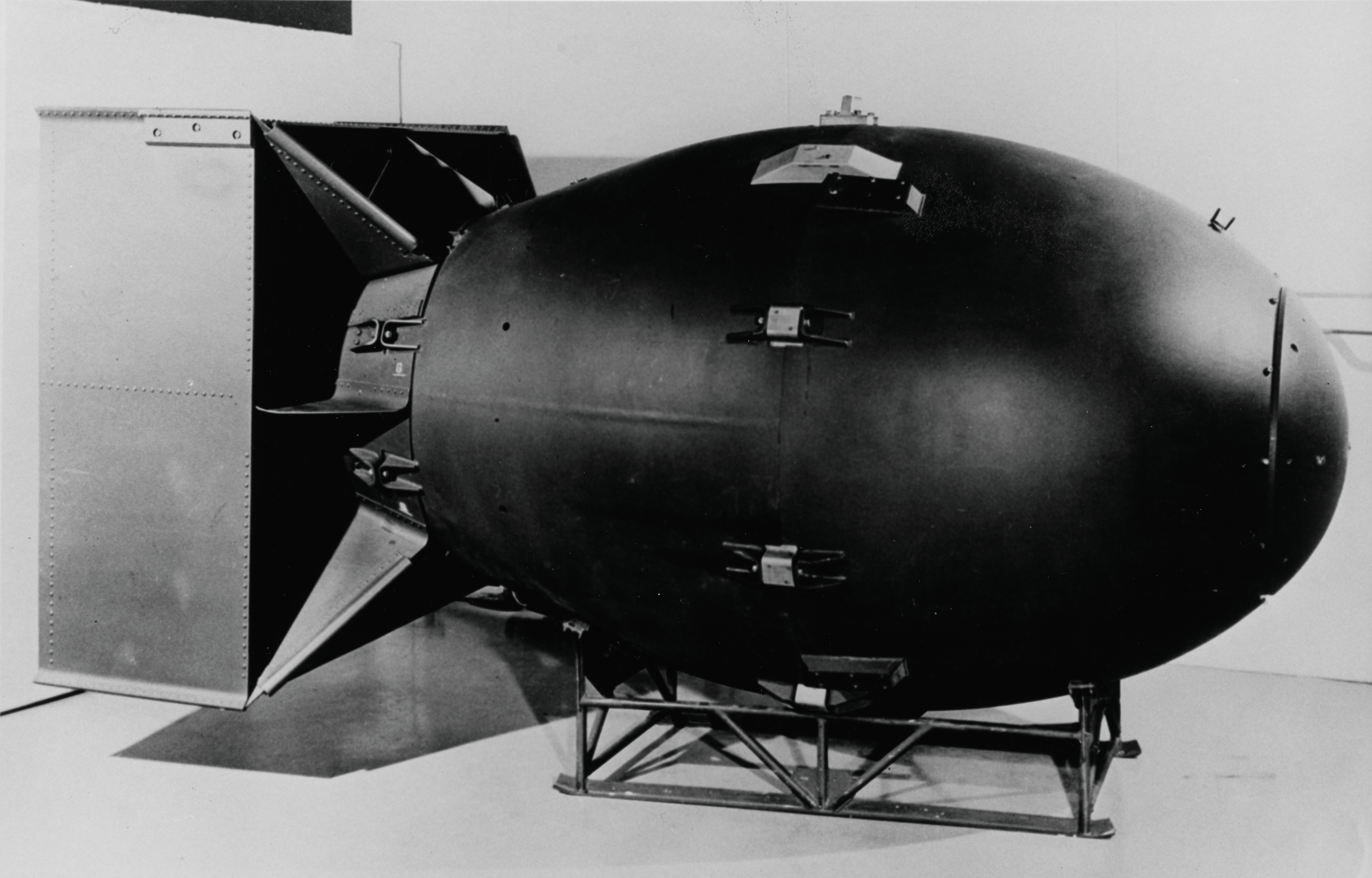
Fat Man.

Projektet resulterade bland annat i sprängning av tre atomladdningar år 1945. Den första av dessa var en provsprängning med "The Gadget" (plutonium) och ägde rum under Trinitytestet vid Alamogordoöknen (idag White Sands Missile Range) i New Mexico den 16 juli 1945. De övriga två var regelrätta atombomber, vilka kallades för "Little Boy", syftande på Robert Oppenheimer (anrikat uran) och "Fat Man", häntydande på projektets militära ledare (plutonium) och släpptes, på order av president Harry Truman, den 6 och 9 augusti över städerna Hiroshima respektive Nagasaki. Några dagar därefter kapitulerade Japan.

## Överföring av information om Manhattanprojektet
Sovjetunionen kom över information från projektet genom spioneri, främst från Klaus Fuchs och Theodore Hall, som båda hade arbetat vid Los Alamos. I samband med två Genèvekonferenser i början av 1950-talet släpptes en del av resultaten fria som resultat av politiken Atoms for peace (engelska).